# Île Coco
L'île Coco est une petite île française inhabitée située à un kilomètre au sud de Saint-Barthélemy et rattachée à la collectivité de Saint-Barthélemy. Elle fait environ 400 mètres de long sur 130 mètres dans sa plus grande largeur.